# Tiener

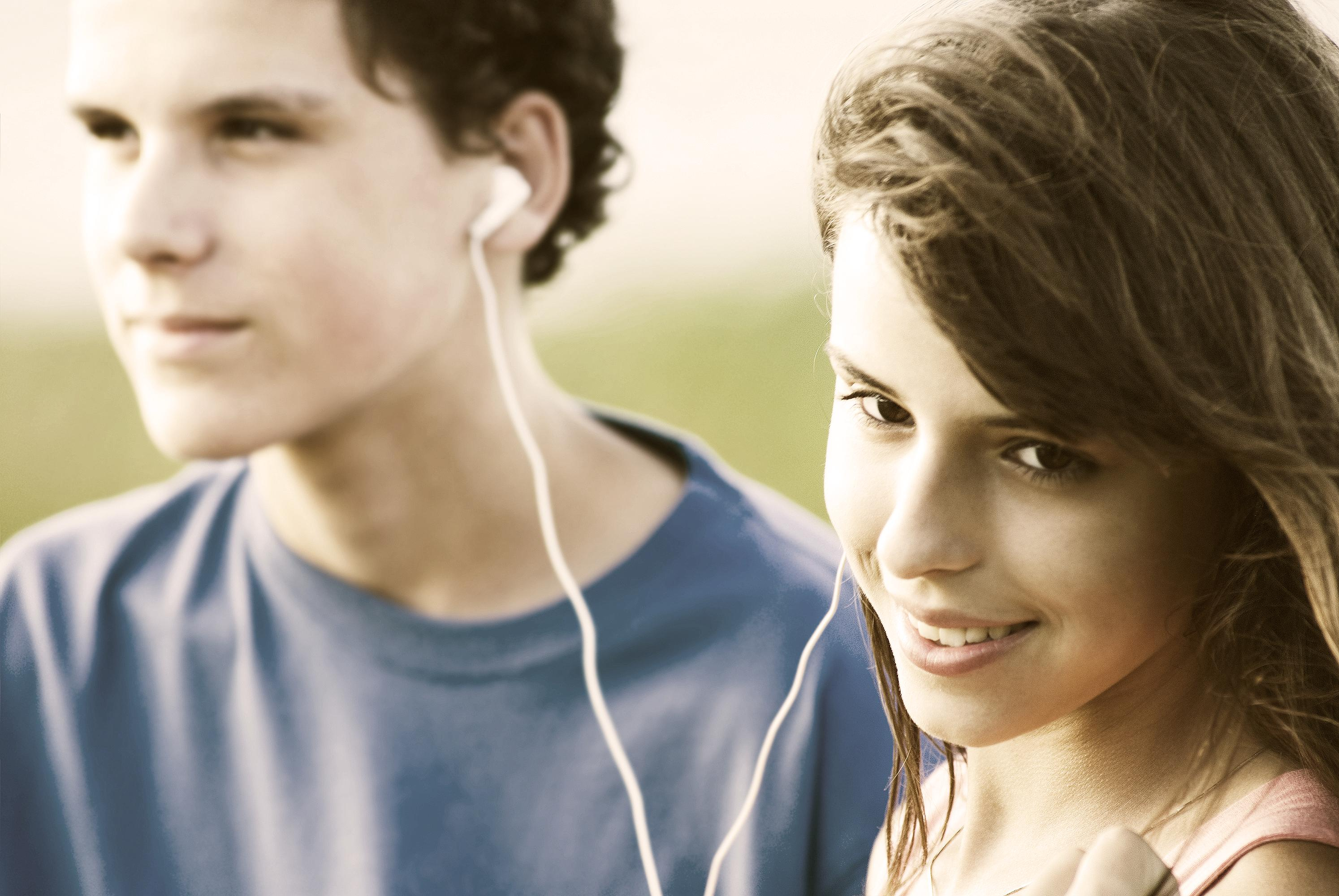
Twee tieners luisteren naar muziek

Een tiener is een persoon die, strikt genomen, een leeftijd heeft tussen de tien en negentien jaar. Doorgaans wordt hiermee een puber bedoeld.
Oorspronkelijk verwijst de term naar het achtervoegsel -tien, dat in het Nederlands (net als teen in het Engels) in de getallen 13 tot en met 19 voorkomt, en had het betrekking op personen die zoveel jaren oud waren. Sinds het einde van de twintigste eeuw wordt het woord tiener ook gebruikt voor kinderen van 10 tot 12 jaar oud.
Een groot deel van de tienerjaren wordt beheerst door de puberteit. Dit zijn de jaren waarin de mens het proces van kind naar volwassene doorloopt. Tijdens de tienerjaren wordt een belangrijk deel van de persoonlijkheid ontwikkeld. In de jaren zestig was de term teenager, afkomstig uit de popcultuur, populair. Tieners worden ook vaak pubers genoemd. Tieners van 18 en 19 zijn meerderjarig en worden juridisch dus als volwassenen behandeld.